# Eburodacrys eurytibialis
Eburodacrys eurytibialis là một loài bọ cánh cứng trong họ Cerambycidae.